# Zotalemimon luteonotata
Zotalemimon luteonotata là một loài bọ cánh cứng trong họ Cerambycidae.